# 穆斯里弗鎮區 (明尼蘇達州馬歇爾縣)
穆斯里弗鎮區（英語：Moose River Township）是位於美國明尼蘇達州馬歇爾縣的一個行政鎮區。

## 地方資料
穆斯里弗鎮區的面積為92.47平方千米，當中陸地面積為87.89平方千米，而水域面積為4.58平方千米。根據2020年美國人口普查的數據，當地共有人口28人，而人口密度為每平方千米0.3人。